# Jazz im Prinz Karl
Jazz im Prinz Karl ist der Name einer in ihren Ursprüngen auf die Mitte der 1970er Jahre zurückgehenden Kulturinitiative zur Veranstaltung von Jazzkonzerten in Tübingen, sowie der daraus hervorgegangenen Veranstaltungsreihe und dem aus der Initiative gegründeten Verein Jazz im Prinz Karl e. V.

## Geschichte
Als erste Veranstaltung präsentierte die Initiative die „Ictus Band“ im Juni 1977 in der damaligen Mensa „Prinz Karl“ der Universität in der Tübinger Altstadt. Der Veranstaltungsort wurde somit zum Namensgeber des Vereins.
Der Spielort mitten in der Altstadt zog nach wenigen Veranstaltungen Beschwerden der Anwohner wegen der schlechten Schallisolierung nach sich. Daraus ergab sich die notwendige Suche nach anderen Veranstaltungsorten. In der Folge fanden „Jazz im Prinz Karl“-Konzerte unter anderem in der Mensa Wilhelmstraße, dem Kulturzentrum „Zentrum Zoo“, dem Deutsch-Amerikanischen Institut und dem Schlosshof in Tübingen statt. In jüngerer Zeit konzentrieren sich die Veranstaltungen auf das soziokulturelle Zentrum „Sudhaus“ in Tübingen und die „Zehntscheuer“ des gleichnamigen Kulturvereins in der Nachbarstadt Rottenburg.
Seit seiner Gründung 1977 präsentiert der Verein an diesen Spielstätten bekannte Jazzensembles und hochkarätige Jazzsolisten aus aller Welt. Darunter waren in der Vergangenheit das Modern Jazz Quartet, Art Blakey & The Jazz Messengers, das Art Ensemble of Chicago, das Willem Breuker Kollektief, das Sun Ra Arkestra, das United Jazz + Rock Ensemble, das Kronos Quartet, Betty Carter, John McLaughlin, Pharoah Sanders, Jan Garbarek, Chet Baker, Joshua Redman, Albert Mangelsdorff, Eberhard Weber, Paul Kuhn, Dave Holland, Ravi Coltrane, Vijay Iyer, Rebekka Bakken und viele andere.
Schon früh in den 1980er Jahren entwickelte sich eine Kooperation mit dem Südwestfunk und der dortigen Jazzredaktion, die bis in die jüngere Zeit mit dem SWR fortgeführt wird und in folge derer fast jedes Jahr ein Konzert live übertragen oder zur späteren Übertragung aufgezeichnet wurde. Jazz im Prinz Karl wurde dreimal in Folge, 2016, 2017, 2018 sowie 2020, 2023 und 2025 vom renommierten amerikanischen Jazz-Magazin Down Beat als „Great Jazz Venue“, also hervorragender Veranstalter für Jazz, ausgezeichnet.
Anfang 2021 erhielt Richard Kaiser, der Gründer von Jazz im Prinz Karl, die Hölderlin-Plakette der Universitätsstadt Tübingen.